# Oenanthe crocata
Oenanthe crocata é uma espécie de planta com flor pertencente à família Apiaceae.
A autoridade científica da espécie é L., tendo sido publicada em Species Plantarum 1: 254. 1753.
Dá pelos seguintes nomes comuns: embude, arrabaça, rabaça (também grafado rabaças), salsa-dos-rios, canafreicha, enanto-de-cor-de-açafrão, prego-do-diabo.
Trata-se de uma planta particularmente tóxica, cuja ingestão pode revelar-se venenosa, quer para o homem, quer para certos tipos de gado.

## Portugal
Trata-se de uma espécie presente no território português, nomeadamente em Portugal Continental.
Em termos de naturalidade é nativa da região atrás indicada.

## Protecção
Não se encontra protegida por legislação portuguesa ou da Comunidade Europeia.